# Anna Todd
Anna Renee Todd (Dayton, 20 marzo 1989) è una scrittrice statunitense.
È nota per la serie After, nata come una fanfiction dedicata agli One Direction pubblicata sul sito web per la condivisione di storie,  Wattpad.

## Biografia
Nasce in una città in provincia dell'Ohio, a Dayton. Cresce in una famiglia difficile: il padre viene assassinato da una conoscente quando lei ha appena un anno, la madre è tossicodipendente. Si rifugia nella lettura di romanzi e di classici; diventa una lettrice di Wattpad, la più grande community online di scrittori self-published.
Dopo cinque mesi inizia a scrivere la fanfiction “After” che nel 2014 suscita l'attenzione della stampa, dal New York Times al Washington Post sino a Cosmopolitanimponendosi come fenomeno mondiale e totalizzando 5 milioni di commenti, 11 milioni di "Mi piace" e oltre un miliardo di lettori online. La serie arriva poi in libreria, in una nuova versione, inedita e ampliata: pubblicata in quasi trenta paesi. “After” conquista primi posti delle classifiche negli Stati Uniti, in Francia, Spagna e Germania, e la Paramount Pictures ne acquista i diritti cinematografici nell'ottobre 2014. Il film, basato sul primo libro, è uscito nell'aprile 2019 con Josephine Langford nel ruolo di Tessa, la protagonista femminile, e Hero Fiennes Tiffin nel ruolo di Hardin, il protagonista maschile.
Dice di sé che la lettura, le boy band e i romanzi rosa sono da sempre le sue passioni e che finalmente ha trovato il modo di combinarle assieme.

## Vita privata
Ha sposato all'età di 18 anni, un mese dopo il diploma, suo marito Jordan, un soldato americano che un mese dopo il matrimonio è partito per una missione in Iraq. I due si sono quindi trasferiti a Fort Hood, in Texas, vicini alla base di lui; lì lei ha lavorato presso una catena di ristoranti, la Waffle House, e una catena di negozi di bellezza, la ULTA Beauty. Hanno un figlio di nome Asher e vivono a Los Angeles, California. Il 1º luglio 2022 è stato annunciato tramite Instagram dalla stessa Todd che i due hanno divorziato.

## Opere
Tutte le opere di Anna Todd sono state pubblicate in Italia dalla casa editrice Sperling & Kupfer.

### SerieAfter
- After (After), 9 giugno 2015. ISBN 978-88-200-5867-8
- After - Un cuore in mille pezzi (After We Collided), 7 luglio 2015. ISBN 978-88-200-5868-5
- After - Come mondi lontani (After We Fell, Chapters 1-50), 8 settembre 2015. ISBN 978-88-200-5869-2
- After - Anime perdute (After We Fell, Chapters 51-100), 20 novembre 2015. ISBN 978-88-200-5870-8
- After - Amore infinito (After Ever Happy), 1º dicembre 2015. ISBN 978-88-200-5960-6

La serie include anche un prequel:
- Before - After forever (Before), 29 marzo 2016, ISBN 978-1-5011-3070-0

L'autrice ha realizzato anche due serie spin-off. La prima serie spin-off si intitola Nothing More ed è stata pubblicata nel 2016.
- Nothing More - Dopo di lei (Nothing More), 25 ottobre 2016. ISBN 978-88-200-6102-9
- Nothing More 2 - Cuori confusi (Nothing More), 22 novembre 2016. ISBN 978-88-200-6109-8

La seconda serie spin-off si intitola Nothing Less ed è stata pubblicata nel 2017.
- Nothing Less - Fragili Bugie (Nothing Less), 10 gennaio 2017. ISBN 978-88-200-6126-5
- Nothing Less 2 - Ora e per sempre (Nothing Less), 14 febbraio 2017. ISBN 978-88-200-6168-5

### SerieStars
- Stars: Noi stelle cadenti (The Brightest Stars), 10 settembre 2018. ISBN 978-88-200-6536-2
- Stars 2: Noi come sole e luna (The Darkest Moon), 9 giugno 2020. ISBN 978-88-200-6829-5

### SerieThe Spring Girls
- The Spring Girls: A Modern-Day Retelling of Little Women, 13 gennaio 2018 negli Stati Uniti. ISBN 978-15-011-3071-7

### SerieImagines
- Imagines: Mille e una Fanfiction (Imagines), 31 Maggio 2016. ISBN 978-88-200-6072-5
- Imagines: Keeping the Kool, aprile 2017 negli Stati Uniti. ISBN 978-15-011-5861-2
- Imagines: Not Only in Your Dreams, agosto 2017 negli Stati Uniti. ISBN 978-15-011-5868-1

## Filmografia

### Produttrice
- After, regia di Jenny Gage (2019).
- After 2 - After We Collided, regia di Roger Kumble (2020).
- After 3 - After We Fell, regia di Castille Landon (2021).
- After 4 - After Ever Happy, regia di Castille Landon (2022).
- After 5 - After Everything, regia di Castille Landon (2023).